# Primera Batalla de la Cuchilla de Taindalá
La primera batalla de la Cuchilla de Taindalá fue un enfrentamiento militar librado el 24 de noviembre de 1822 cerca de San Juan de Pasto, entre las fuerzas del ejército grancolombiano dirigidas por Antonio José de Sucre y las fuerzas realistas comandadas por el español Benito Remigio Boves. 

## Historia
Un día después de Pichincha, con la entrada del general de brigada Antonio José de Sucre en Quito, con la consecuente rendición de la guarnición monárquica el 25 de mayo de 1822, uno de los capitulados, el teniente coronel Benito Remigio Boves, escapó del depósito de prisioneros a San Juan de Pasto y con algunos soldados españoles dispersos formó una guerrilla, entrando en la villa, que no tenía guarnición republicana porque al negociarse su rendición, las autoridades grancolombianas acordaron que los militares locales estuvieran a cargo. El 28 de octubre, Boves hace un grito de «¡Viva el Rey!», consiguiendo que la mayoría de la población se plegue a su movimiento. Nombra a Estanislao Marchán Cano teniente gobernador a cargo del gobierno civil de la localidad, luego recluta a numerosos locales y marcha al río Guáitara para apoderarse de la región de Los Pastos.
El mismo día, en la nueva capital provincial, Túquerres, el coronel Antonio Obando, gobernador de la provincia, estaba con 40 soldados y 300 milicianos al lado sur del río y fue completamente vencido 700 pastusos. Son capturados 300 fusiles y todo el equipo militar de los vencidos. Dueño del distrito, Boves reclutó a todos los hombres útiles, recolectó las armas y se llevó 3.000 vacas, 2.500 caballos y varios elementos de valor al norte del río. Por entonces, el presidente y Libertador de la República de la Gran Colombia, Simón Bolívar, estaba en Quito y ordenó al ahora general de división Sucre sofocar la revuelta con el batallón Rifles, de tres compañías, y los escuadrones Guías, Cazadores Montados y Dragones de la Guardia, las tropas más veteranas del Ejército del Sur.
Boves decidió detenerlos en las alturas cercanas al Guáitara con 1.500 pastusos, 700 armados con fusiles, atrincherado en tres posiciones. El lugar se llamaba Cuchilla de Taindalá. El Rifles le desalojó de la primera después de perder 40 soldados, pero calculando que las otras dos le iban a costar otros 300, juzgó todo ataque como un desperdicio inútil de las vidas de sus soldados. Sucre ordenó retirarse a Túquerres, a un día de marcha del río. Ahí esperó por un mes la llegada de refuerzos hasta iniciar un nuevo ataque.